# Papirus Oxyrhynchus 12
Papirus Oxyrhynchus 12 oznaczany jako P.Oxy.I 12 – fragment pracy chronologicznej nieznanego autora napisanej w języku greckim. Papirus ten został odkryty przez Bernarda Grenfella i Arthura Hunta w 1897 roku w Oksyrynchos. Fragment jest datowany na I lub II wiek n.e. Przechowywany jest w bibliotece Uniwersytetu Cambridge (Add. Ms. 4029). Tekst został opublikowany przez Grenfella i Hunta w 1898 roku.
Manuskrypt został napisany na papirusie, w formie zwoju. Rozmiary zachowanego fragmentu wynoszą 21 na 55,5 cm. Fragment ten zawiera dwie kolumny tekstu. Tekst jest napisany zwykłej wielkości literami półkursywą. Jest to chronologiczna praca podająca wykaz wydarzeń z historii greckiej, rzymskiej i orientalnej. Opisuje ona olimpiady i archontów w Atenach. Fragment ten dotyczy lat 355-315 p.n.e.